# Rhamphomyia bergrothi
Rhamphomyia bergrothi är en tvåvingeart som först beskrevs av Jean-Jacques Kieffer 1923.  Rhamphomyia bergrothi ingår i släktet Rhamphomyia och familjen fjädermyggor. Inga underarter finns listade i Catalogue of Life.